# Indalecio Ojanguren
Indalecio Ojanguren Arillaga (Eibar, 1887 - 1972), surnommé « l'aigle photographe » est un photographe et alpiniste basque espagnol. Il se spécialisa dans la photographie de paysages, fruit de sa passion pour la montagne.

## Biographie
Il naît dans la commune d'Eibar, province de Guipuscoa, en Pays basque espagnol, le 15 novembre 1887. Le prénom « Indalecio » lui est donné en l'honneur de son parrain de baptême, Indalecio Sarrasqueta, célèbre joueur de pelote du début du XXe siècle.
À 16 ans, il entre dans l'entreprise G.A.C qui produit des armes de poing, pistolets et revolvers. Il s'oriente vers le montage des mécanismes de détente des revolvers. 
Au début du XXe siècle, influencé par le photographe Roman Ortuoste, Ojanguren s'intéresse à la photographie. En 1908, le journal ABC publie pour la première fois l'une de ses photos, pour laquelle il sera rémunéré. À cette époque, il commence à parcourir les montagnes des environs pour raison médicale : il devait marcher. La passion de la montagne jointe à celle de la photo marquèrent son œuvre et lui valurent ce surnom de « l'aigle photographe. » 
En 1913, il reçoit un prix à Tolosa pour le premier cliché de sa série Types basques. Il continue de publier ses photos dans ABC et dans Novedades de Saint-Sébastien. 
Le 27 novembre 1914, il a 24 ans quand éclate la crise de l'industrie de l'armement, conséquence de la fermeture des routes commerciales lorsque l'Espagne se déclara neutre lors de la Première Guerre mondiale. 
Il décide alors d'ouvrir un cabinet de photographe, et débute en assurant tous types de travaux photographiques, depuis les mariages jusqu'aux clichés sportifs ou industriels. 
C'est aussi en 1914 que le Club sportif de Bilbao encourage les parcours d'alpinisme. Peu après, ce sera au tour de la Fédération d'alpinisme de Pays basque et de Navarre de promouvoir l'alpinisme au Pays basque. Parmi les pionniers, Ojanguren fut le premier citoyen de Guipuscoa à réaliser le circuit des cent cols, qu'il refera d'ailleurs sept fois. 
En montagne, il ne séparait jamais de son appareil, immortalisant sans cesse des paysages dans lesquels il apparaissait fréquemment. Ailleurs, dans les manifestations de toutes sortes auxquelles il participait, il ne manquait jamais une opportunité de réaliser des clichés.
Indalecio Ojanguren collabora avec une vingtaine de publications et périodiques, et son œuvre fut publiée par tous types de médias, depuis les petits journaux locaux jusqu'aux monographies. Ses très vastes archives sont d'une haute valeur ethnographique et paysagère.
Son engouement pour la montagne le conduisit à s'impliquer dans le Club sportif d'Eibar dont il fut membre fondateur. Il y occupa plusieurs fois la présidence de la commission d'alpinisme et fit en outre partie de l'équipe dirigeante jusqu'à parvenir à la présidence du club lui-même. En 1967 il en fut nommé président honoraire.
Comme photographe indépendant, il travaillait avec beaucoup de publications, ses photos partant même jusqu'en Argentine. Il convertit quelques-unes de ses prises en cartes postales. 
Pendant la guerre civile, il prit des clichés des affrontements (ils furent exposés à Zarautz en 1995). Après la guerre, il ne fit plus de reportages : à cause de ses opinions politiques (il adhérait au Parti nationaliste basque), il dut s'acquitter d'une amende pour pouvoir poursuivre son activité, davantage dans le domaine domestique que dans celui de la presse. Il effectua ainsi un reportage conséquent sur la reconstruction d'Eibar qui avait été détruite en quasi-totalité durant le conflit. Il reprit quelque peu son activité de reportage de presse dans les années 50.
Le travail graphique qu'il réalisa pour la presse fut tout d'abord reconnu par deux publications auxquelles il collaborait : La Voz de Guipúzcoa le 30 décembre 1924, et la revue sportive Excelsius le 28 janvier 1934.
Ses travaux furent plusieurs fois primés : en 1929, premier prix de reportage décerné par le Premier Congrès des Stades Basques, puis ce fut sa collection de blasons héraldiques qui fut distinguée par le Centre de la promotion et du tourisme de Saint-Sébastien.
Sa passion pour la montagne fut également reconnue : le 20 juin 1926 la Fédération d'Alpinisme du Pays Basque et de Navarre lui remet la médaille d'or du plus grand « vulgarisateur graphique. » L'année suivante, il reçoit un hommage pour sa « propagande intense, enthousiaste et désintéressée en faveur de l'alpinisme »; et en 1934, en reconnaissance de son travail de vulgarisateur de l'alpinisme, il est décoré de la médaille du Mérite. 
En 1943, la Délégation régionale d'alpinisme lui accorde la médaille régionale du Mérite de l'Alpinisme, et en 1946 la Médaille Nationale du Mérite Sportif d'Alpinisme. 
En 1953, le Club sportif d'Eibar lui rend hommage lors du 9e salon national de photographie de montagne qui porte son nom. Les hommages et reconnaissances se succèdent jusqu'à sa mort à Eibar le 18 février 1972. On baptisa en son honneur une rue de la commune.

## Son Œuvre
D'une haute valeur documentaire et ethnographique, ses travaux regroupent une multitude de photos de paysages, hameaux, blasons, mairies, sommets, types populaires, etc. Entre 1914 et 1915, il réalisa des clichés pour l'Album graphique et descriptif du Guipuscoa, un projet de Rafael Picaeva et du Journal Le Peuple basque. En 1918 et 1919 il fit la même chose pour la région de la Biscaye, mais cette fois, ne fut pas publié.
On relève dans son travail un contrôle absolu et précis de la lumière et de la perspective. Pendant la guerre civile, les deux camps utilisèrent ses photos.
Il illustra plusieurs publications, dont :
- Géographie générale du Pays basque navarrais, de Carreras Candi.
- Euskalerriaren Yakintza, de Resurrección María de Azkue.
- Catalogue des monuments de Bizcaye, de Javier Ybarra.
- Le Pays basque, de Pío Baroja.
- Les Basques, de Julio Caro Baroja.
- Urkiola Indalecio Ojangurenen argazkietan, dans la collectión Durango Merinaldeko Irudi Kuadernoak, publié par Gerediaga Elkartea en 1993.

De ses expositions, la plus réussie fut sans doute celle réalisée durant les années 20, dans laquelle on pouvait voir le montage « pratique de l'alpinisme ». Pendant longtemps, il fit des expositions sur des thèmes variés : Pays basque, Pyrénées, pics d'Europe, Sierra Nevada, Maroc, etc.
En 1966, les archives photo d'Ojanguren firent l'objet d'une donation à la Délégation des Libertés de Guipuscoa, cet organisme se chargeant de leur conservation. Ce fonds contient plus de 8 000 clichés qui ont été microfilmés et mis à disposition du public dans le centre culturel Koldo Mixtelena de Saint-Sébastien. Une partie de ces prises de vues sont disponibles sur le site de la Délégation sous la licence Crative Commons CC BY. La municipalité d'Eibar en possède également une copie présentée sur son site Web.

## Collaboration avec la presse
Ojanguren a effectué plusieurs types de collaboration pour plus d'une vingtaine de titres de presse et ouvrages graphiques parmi lesquels on peut relever :
À Saint-Sébastien
- La Voz de Guipúzcoa
- Novedades
- Erria
- Le Journal basque
- La Voix d'Espagne
- Unité

À Bilbao
- El Liberal
- Excelsior
- Excelsius
- Le Peuple basque
- El Nervión
- Euzkadi
- Hierro
- La Gazette du Nord
- Le Journal
- Le Courrier espagnol

À Madrid
- ABC
- Ahora
- As
- Luz
- La Nación
- Esto

À Barcelone
- La Fourmi d'Or

À Buenos Aires
- La Basconia

## Galerie

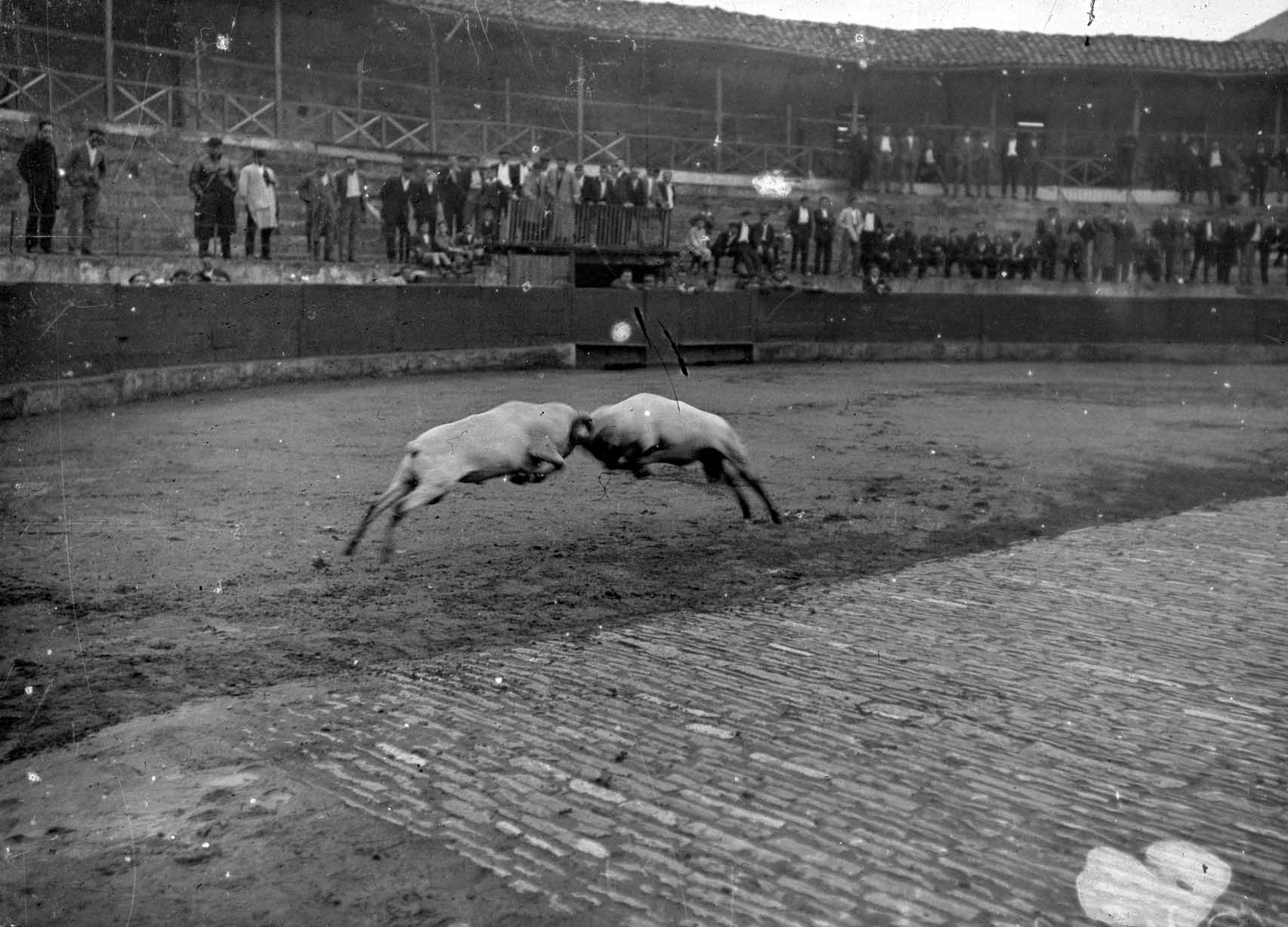
Combat de béliers (1937).
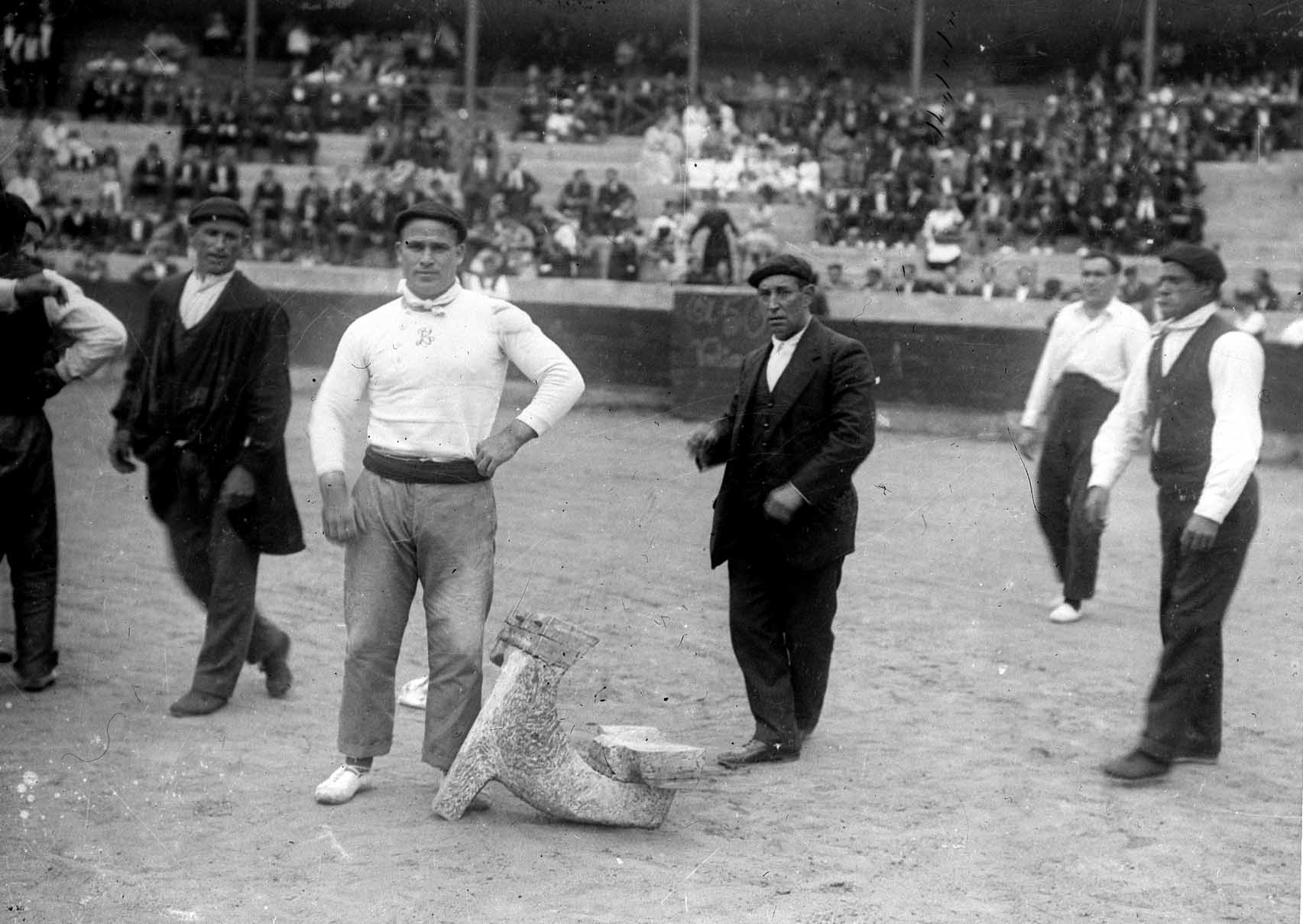
Bittor Zabala, concours de lever d'enclume (1928).
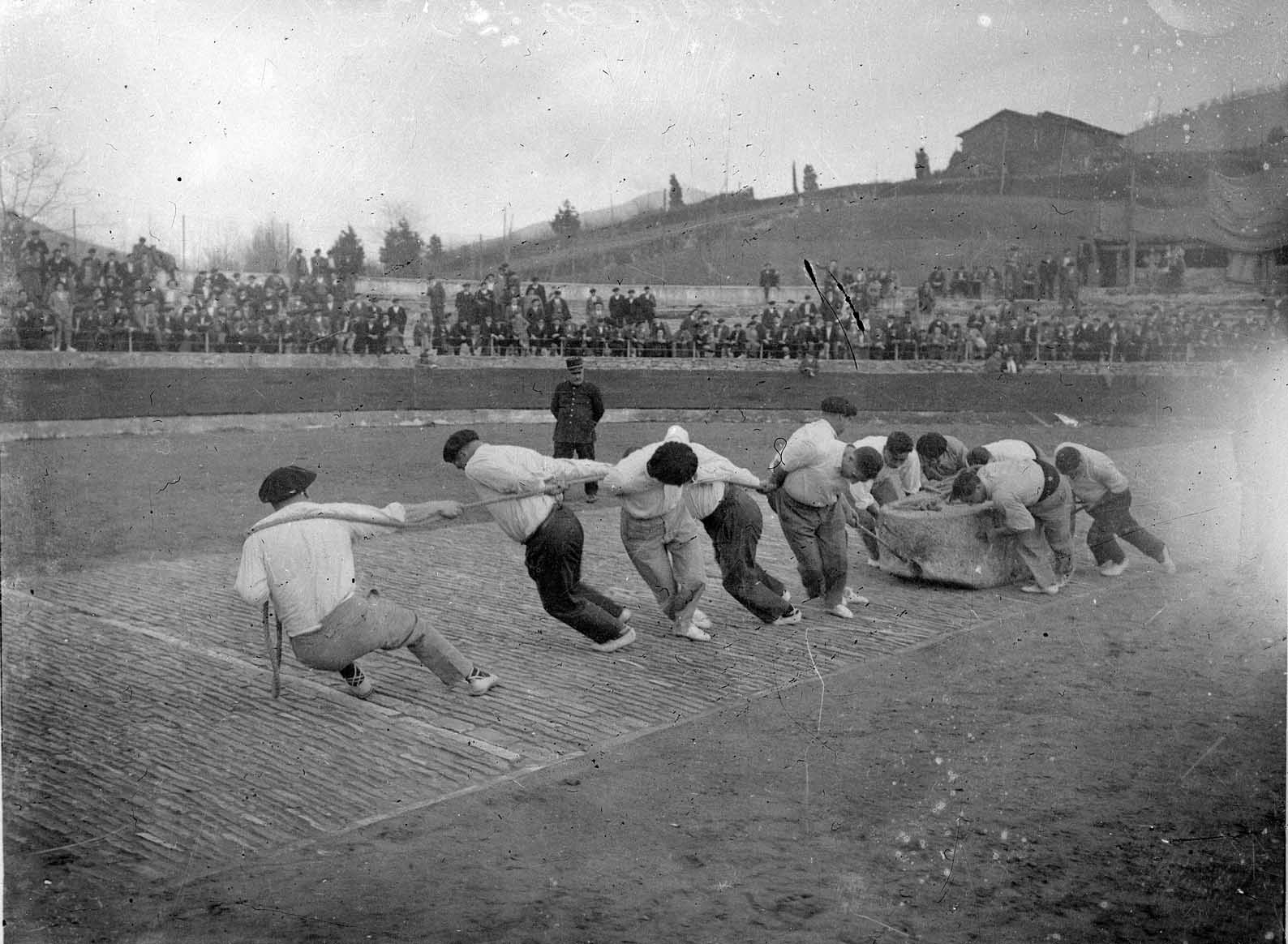
Concours de traction de pierres (1940).
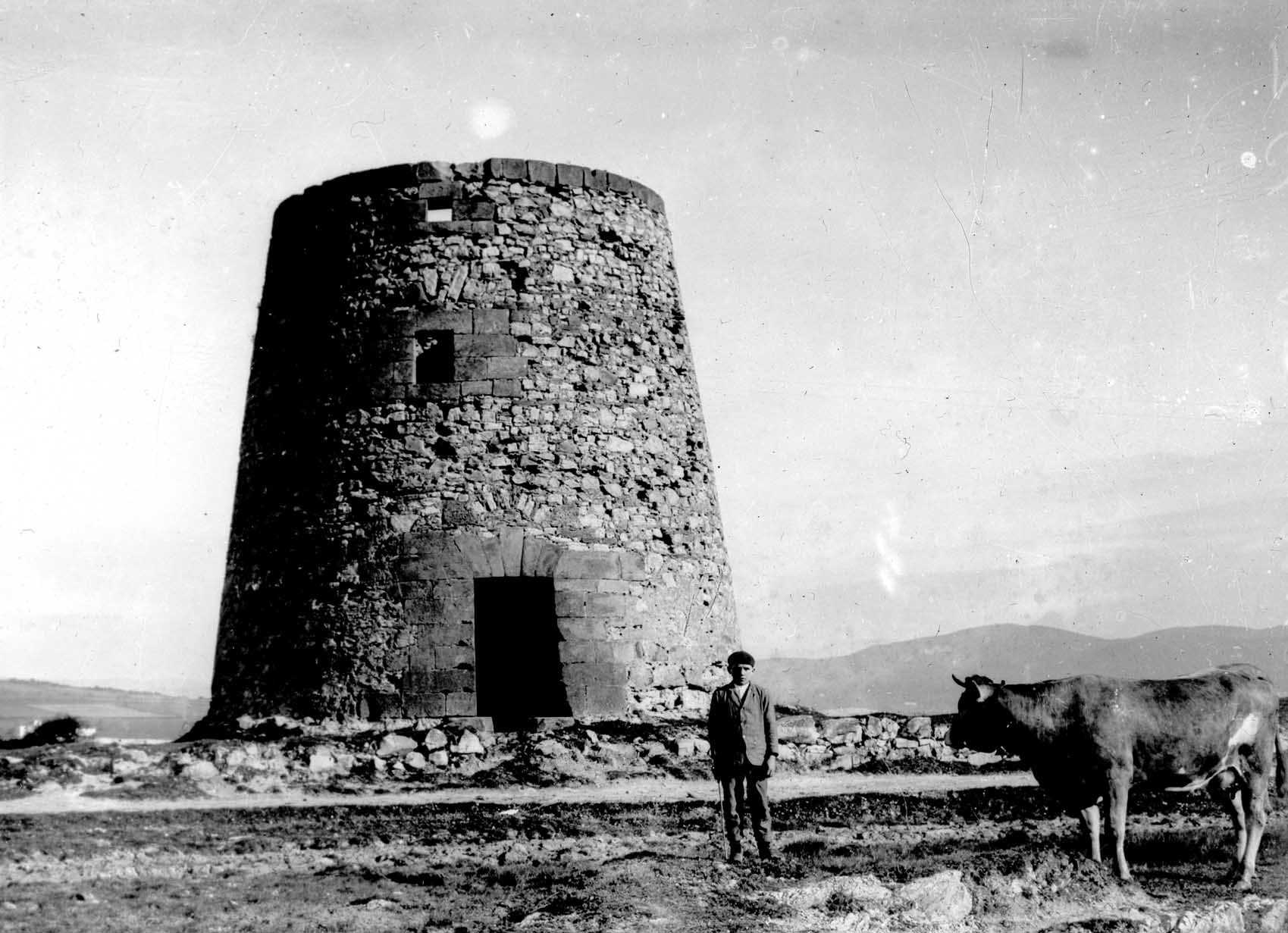
Un jeune garçon et une vache devant le moulin à vent d'Aixerrota, à Guecho.
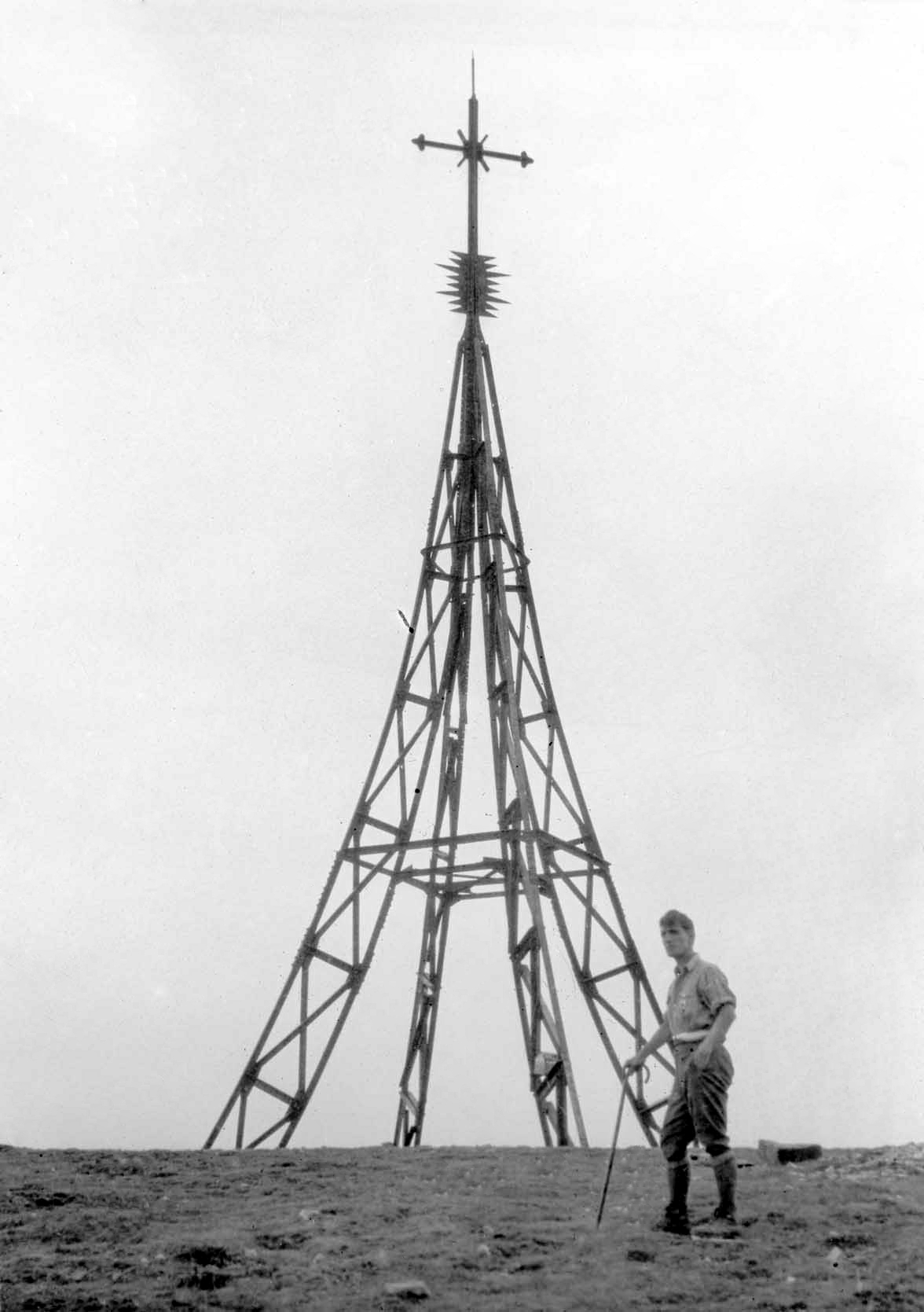
Le Photographe au sommet du mont Gorbea.
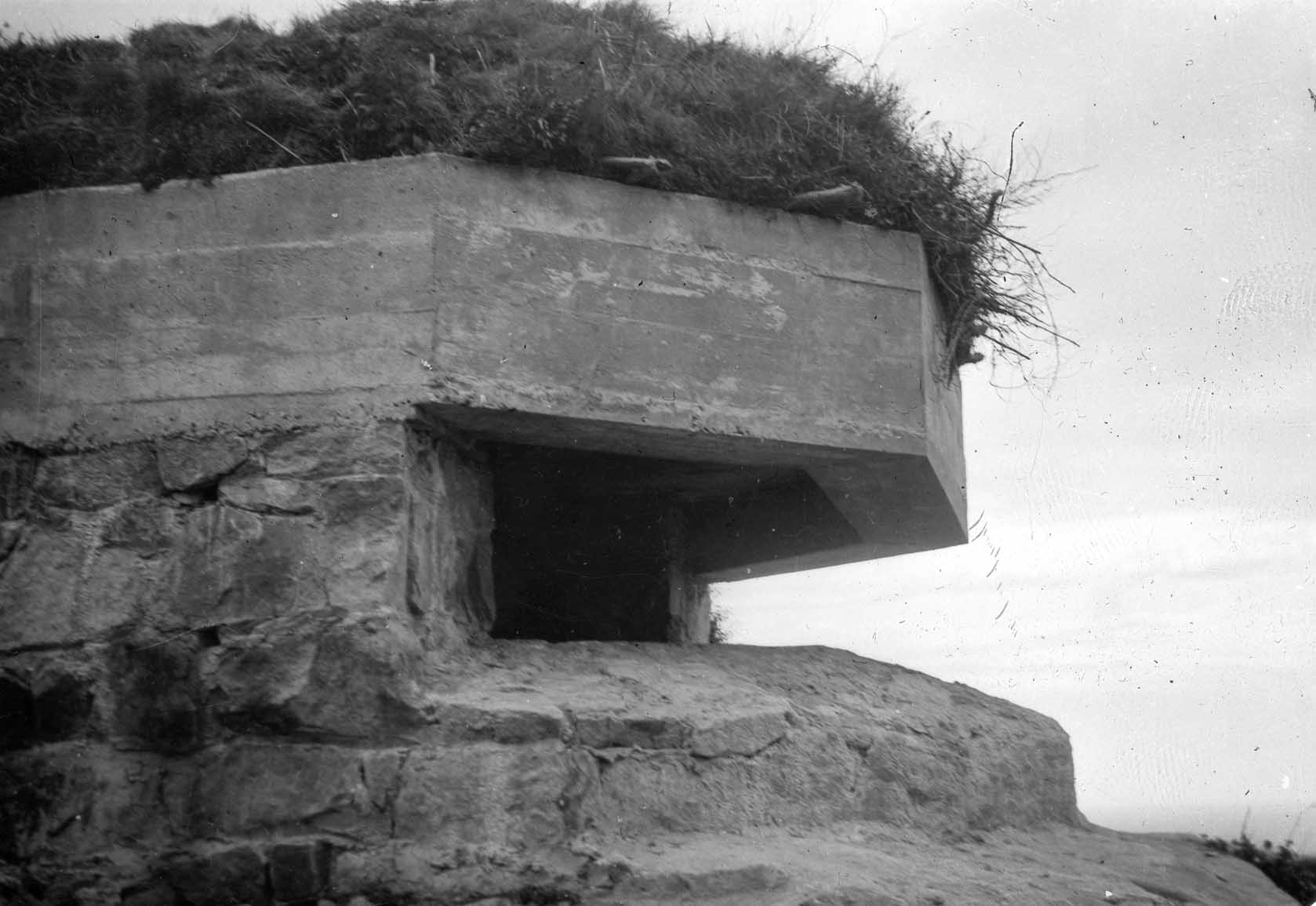
Nid de mitrailleuses à Bilbao (1937).
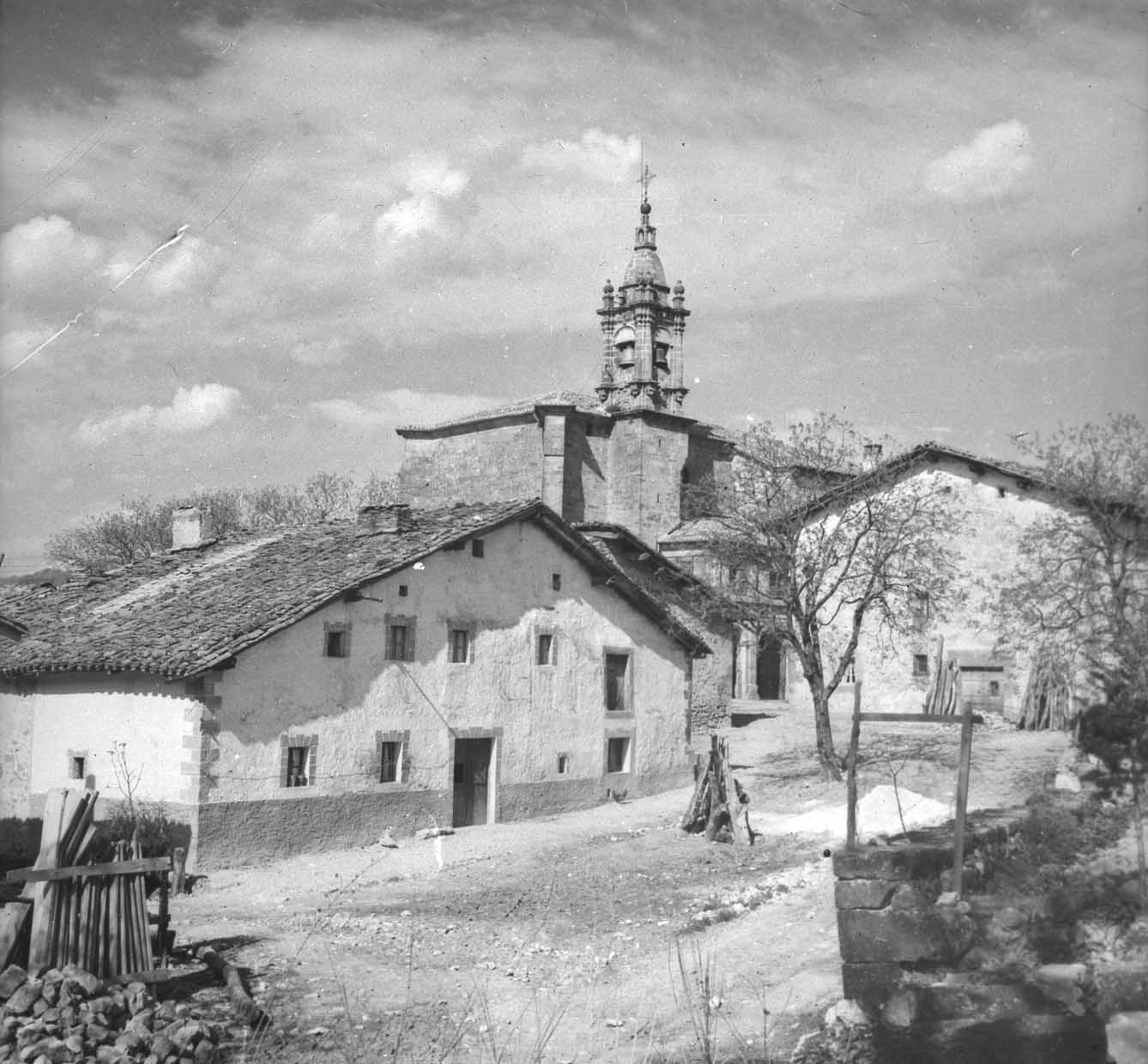
Iturmendi (Navarre) 1961.
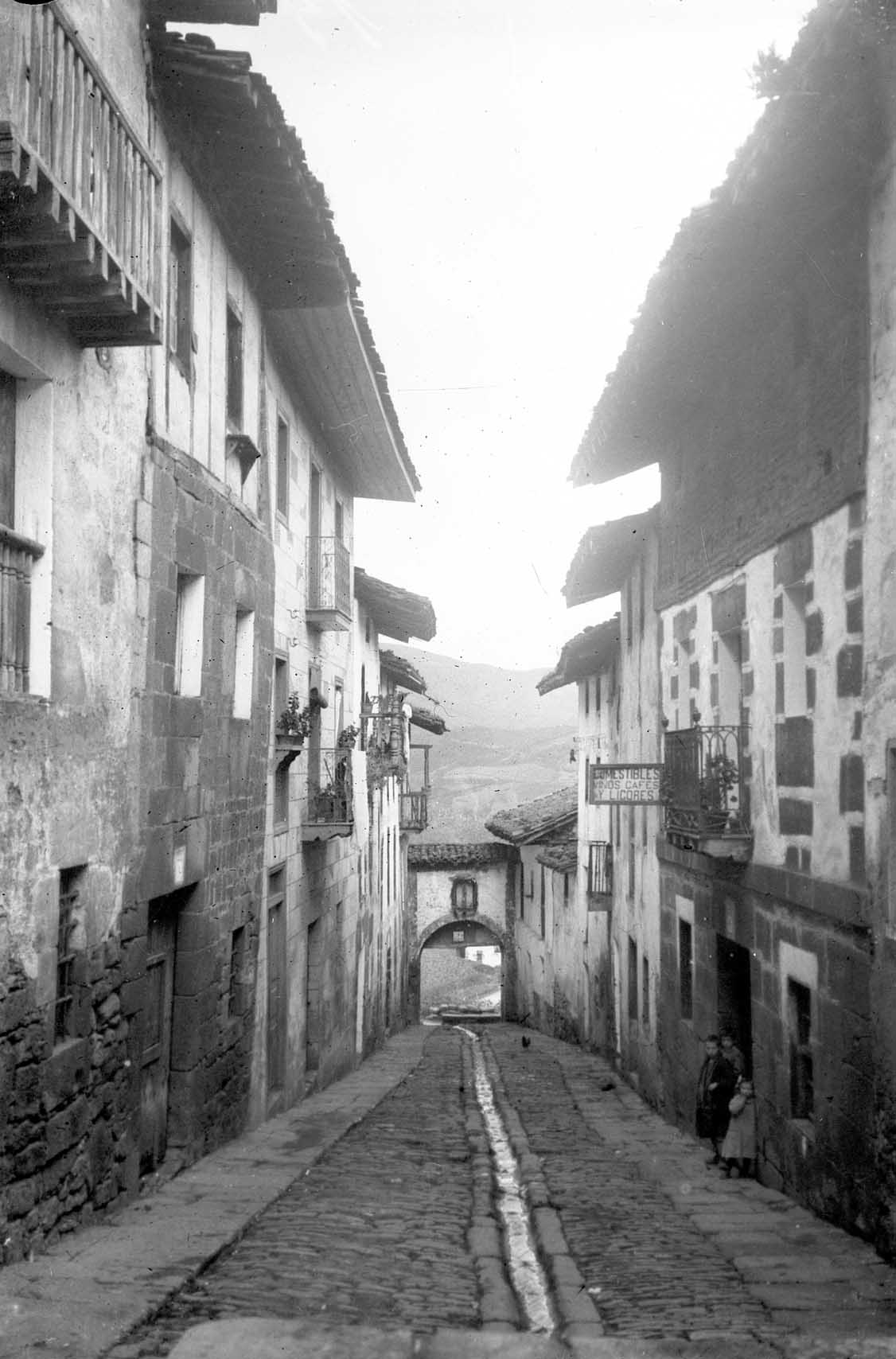
Salinas de Léniz (1915).
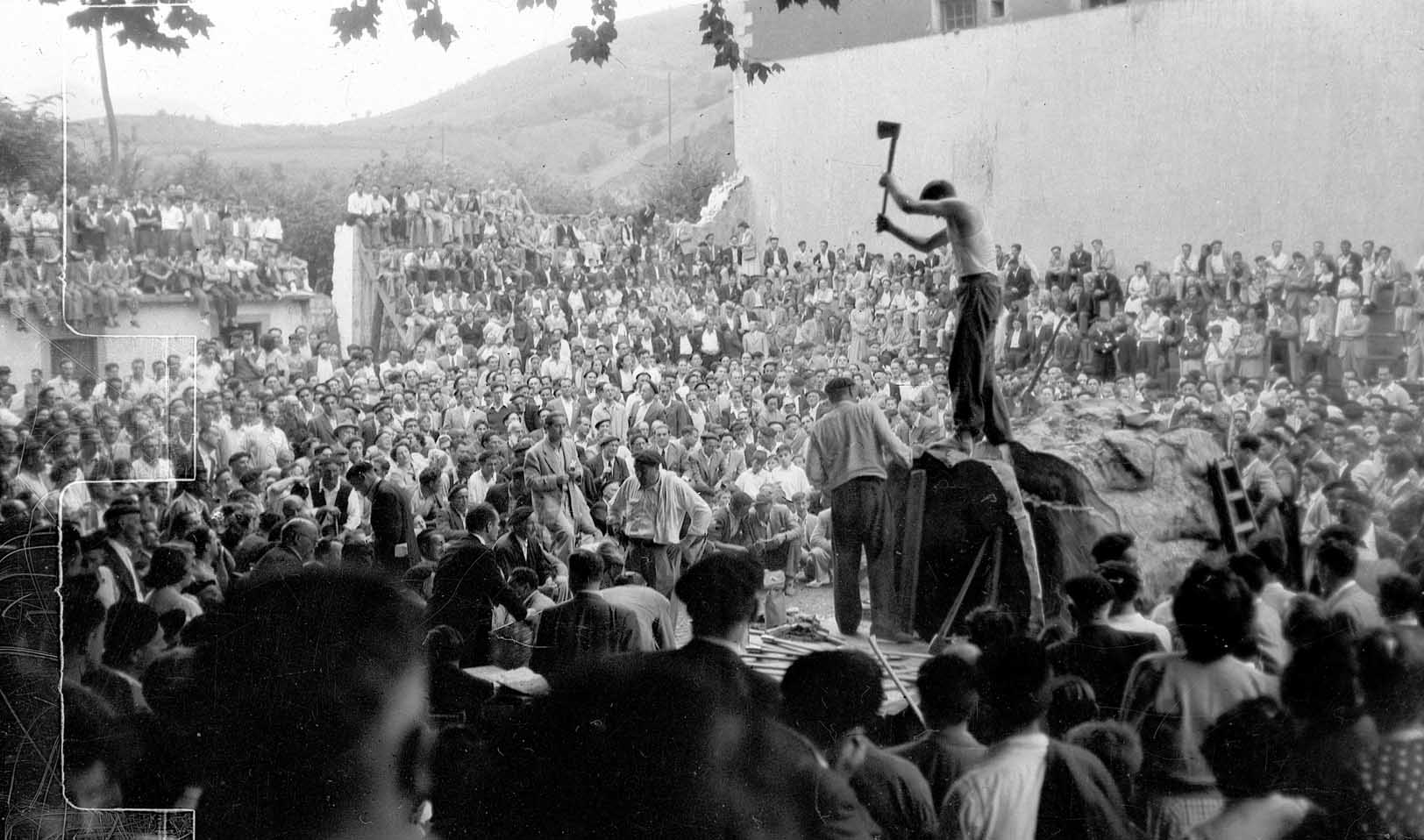
Le Bûcheron Joan Joxe Luxia Narbaiza (1949).
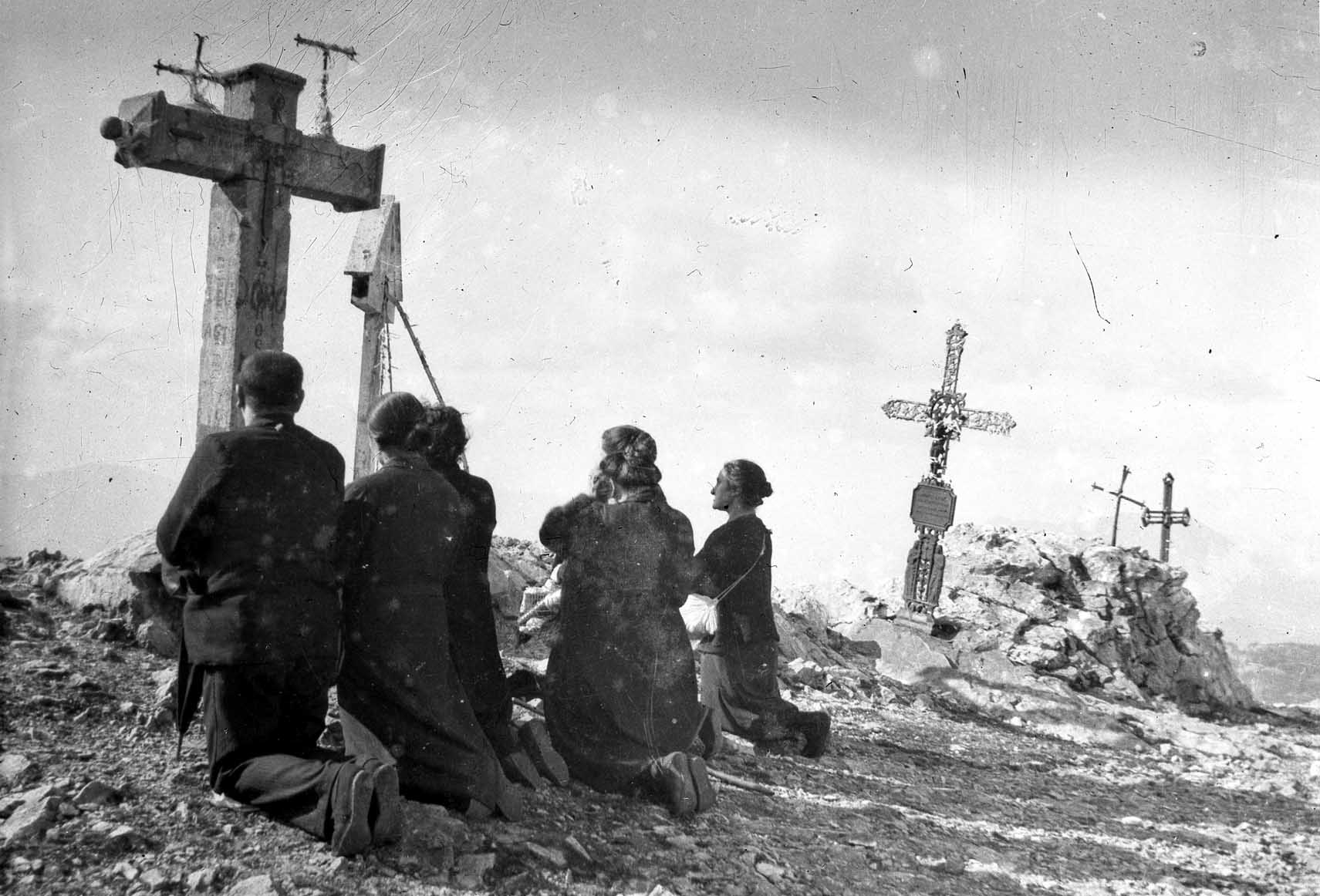
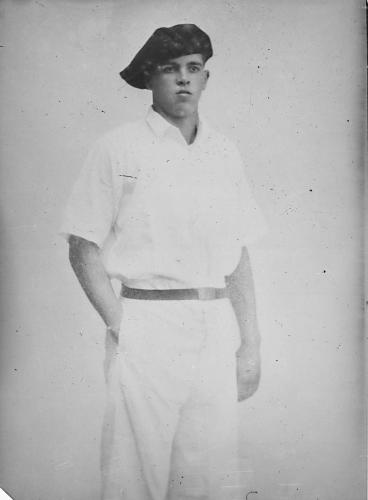
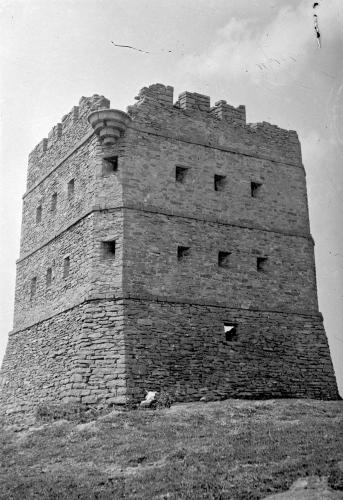
Le château d'Eskibel.
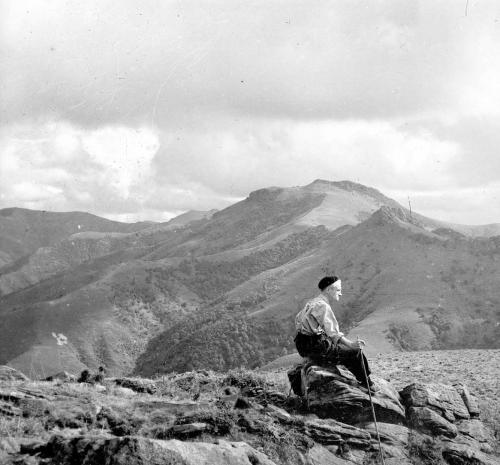
Vue de la montagne d'Adarra